# Kuvagam
Kuvagam (Tamil: கூவாகம் Kūvākam [ˈkuːʋaːɡʌm], auch Koovagam) ist ein Dorf im Distrikt Viluppuram im indischen Bundesstaat Tamil Nadu. Es liegt im Taluk Ulundurpettai zwischen Ulundurpettai (19 Kilometer südwestlich) und der Distrikthauptstadt Viluppuram (24 Kilometer nordöstlich). Die Einwohnerzahl beträgt rund 3.000 (Volkszählung 2011).
Kuvagam ist bekannt wegen des alljährlichen Festivals der Hijras und Homosexuellen, das im tamilischen Monat Chitrai (April/Mai) abgehalten wird und vierzehn Tage dauert. Das Festival findet im Koothandavar-Tempel statt. Nach dem Mahabharata sollte der Prinz Aravan von seiner Familie geopfert werden, um eine drohende Niederlage abzuwenden. Er willigte ein, wollte die Nacht vor der Opferung aber mit einer Frau verbringen. Da sich keine Frau fand, die nach einer Nacht Witwe werden wollte, nahm der Gott Krishna die Gestalt einer Frau an und heiratete Aravan. Die Hijras schlüpfen in die Rolle Krishnas, verbringen die Nacht mit einem Mann ihrer Wahl und werden am nächsten Morgen „Witwen“. Dabei werden ihre Armreife durchschlagen und sie wehklagen in rituellen Tänzen. Es gibt auch einen Schönheitswettbewerb und andere Wettbewerbe, zum Beispiel einen Gesangswettbewerb sowie Seminare zu Gesundheitsfragen und Grundrechten der Hijras.
Außer für Hijras und homosexuell lebende Männer ist dieses Festival auch Anziehungspunkt für zahlreiche Männer, die ansonsten ein unauffälliges heterosexuelles Leben führen.